# 小冻绿树
小冻绿树（学名：Rhamnus rosthornii）为鼠李科鼠李属下的一个种。